# Палос

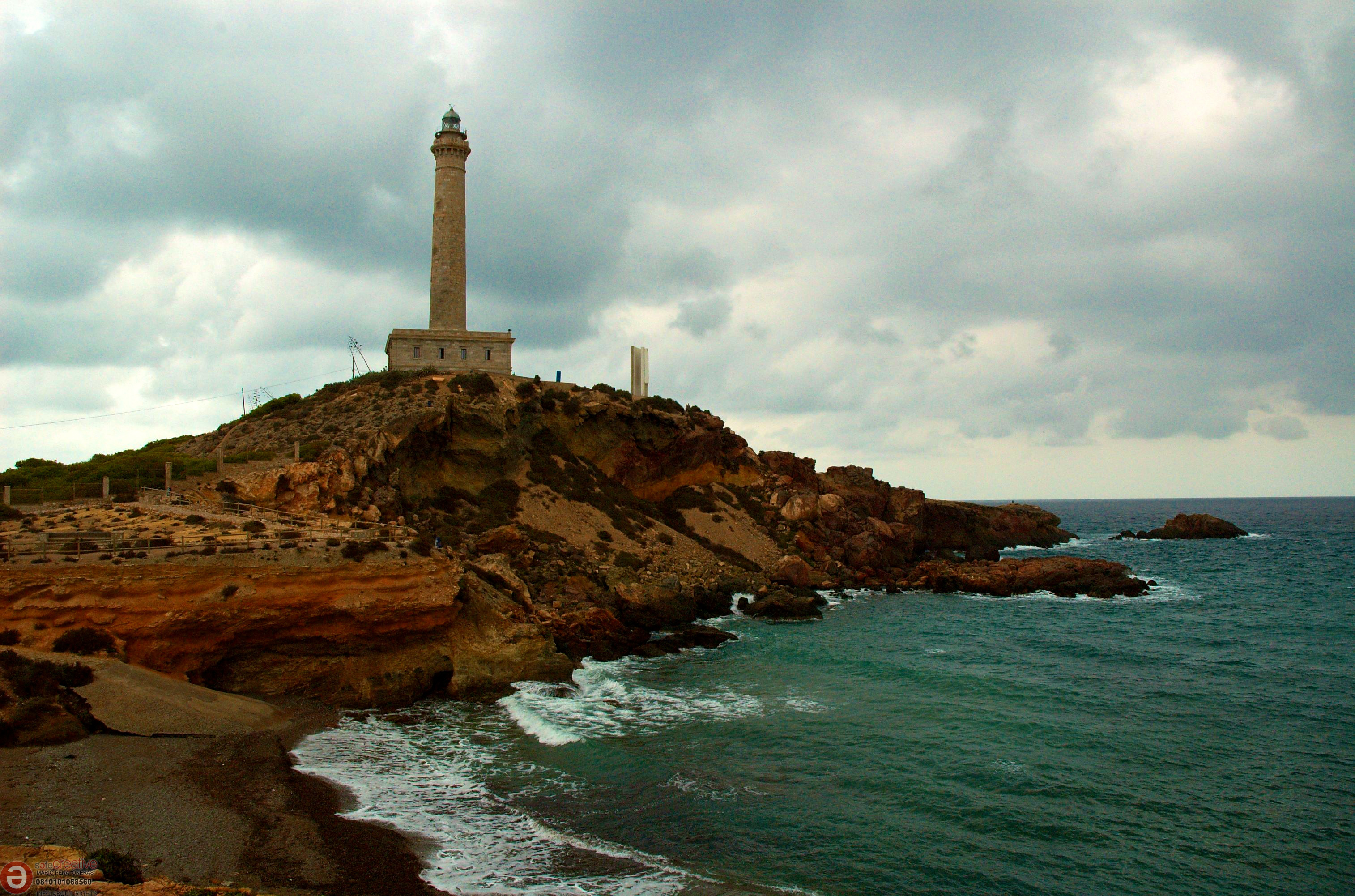
Маяк на мисі Палос.

Палос (ісп. Cabo de Palos) — мис на південному сході Іспанії. Назва мису походить від слова "palus" (укр. лагуна).
Адміністративно належить муніципалітету Картахена (провінція Мурсія). Кабо-де-Палос розташований на південному сході від найбільшої лагуни Європи Мар-Менор і відокремлює її від Середземного моря піщаною косою Ла-Манга.
Мис скелястий і є однією з північних меж системи гірських хребтів Кордильєра-Бетіка. Палос — це частина узбережжя Коста-Каліда, одного з популярних місць пляжного відпочинку в Іспанії. Його береги кам'янисті та уривчасті. На схід від Палоса розташовані острови Ормігас (ісп. Islas Hormigas), які разом з мисом включені до морського резервату і Острови Ормігас (ісп. Cabo de Palos e Islas Hormigas). В його водах вирує біологічно розмаїте життя, що приваблює багатьох дайверів.
Ще в античну епоху, як повідомляли Пліній Старший і Руф Фест Авіен, біля мису знаходився храм Баал - Хамона. В XVI столітті Філіп II побудував тут фортифікаційні укріплення для захисту  від берберських піратів. 31 січня 1865 року на вершині скелі був споруджений маяк, який отримав назву Палосський маяк.
В минулому біля Палоса відбулися дві значні морські битви. Перша  сталася 19 червня 1815 року в часи Другої Берберської війни, друга  — 5-6 березня 1938 року в часи Іспанської громадянської війни.